# Santiago de Méndez (kanton)
Santiago de Méndez – kanton w prowincji Morona-Santiago, w Ekwadorze. Stolicą kantonu jest Santiago de Méndez.